# Tefrocronologia

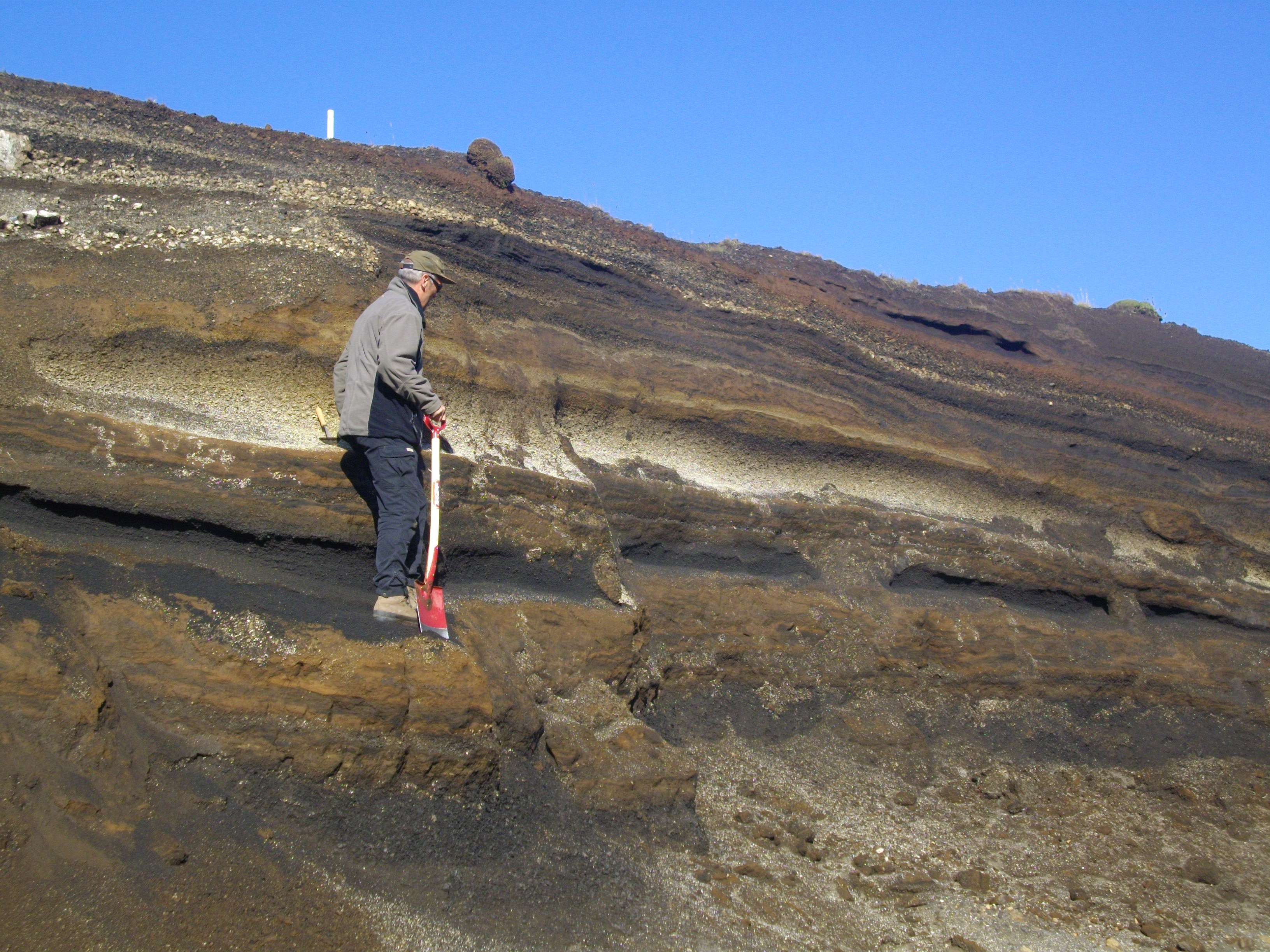
Orizzonti a tefra nell'Islanda centro-meridionale. Lo strato spesso e di colore chiaro posto all'altezza della mano del vulcanologo è tefra riolitica da Hekla.

La tefrocronologia è una tecnica geocronologica che utilizza gli strati di tefra (cenere vulcanica depositatasi in una singola eruzione) per creare uno schema cronologico nel quale posizionare i reperti paleoecologici e archeologici. Ogni singolo evento così strutturato costituisce un "orizzonte a tefra".

## Caratteristiche
Il presupposto su cui si basa la tecnica è che ogni evento vulcanico produce ceneri con una ben distinta impronta chimica che permette di identificare i sedimenti depositatisi nell'area interessata dalla ricaduta. Pertanto, quando un evento vulcanico è stato datato con un metodo indipendente, l'orizzonte a tefra può agire da marcatore cronologico.
Il vantaggio principale di questa tecnica è che gli strati di cenere vulcanica possono essere identificati in modo relativamente semplice in molti sedimenti e che gli strati di tefra si sono depositati in un tempo relativamente breve su un'ampia area spaziale. Questo significa che gli strati sono degli accurati marcatori temporali e che possono essere usati per verificare o corroborare altre tecniche di datazione, collegando sequenze che sono anche notevolmente separate nello spazio in una cronologia unificata, che permette di correlare sequenze ed eventi climatici.
La tefrocronologia richiede accurate impronte geochimiche (di solito ottenute con la tecnica della microsonda elettronica). Un importante miglioramento recentemente introdotto è l'utilizzo della LA-ICP-MS, cioè la spettrometria di massa a plasma accoppiato induttivamente (ICP-MS) con l'ablazione laser (LA). In questo modo si riesce a misurare l'abbondanza degli elementi traccia nei singoli frammenti di tefra. Occorre però tener presente che la chimica dei frammenti di tefra può alterarsi nel corso del tempo, almeno nel caso di tefra basaltico.

## Primi utilizzi
I primi orizzonti a tefra furono identificati nel tefra di Saksunarvatn, in Islanda, datato a 10.200 anni BP, che forma un orizzonte risalente al tardo periodo pre Boreale del Nord Europa, nella cenere di Vedde (Islanda) 12.000 anni BP e nel tefra del Laacher See, nella regione vulcanica dell'Eifel, in Germania, datato a 12.900 anni BP.
I maggiori vulcani che sono stati utilizzati per gli studi sul tefra includono Vesuvio, Hekla e Santorini. Anche eventi vulcanici minori posso lasciare una loro impronta ben precisa nei reperti geologici: il vulcano Hayes ha lasciato una serie di sei strati di tefra nella regione di Cook Inlet in Alaska.
Gli orizzonti a tefra forniscono un riferimento sincrono con cui correlare le ricostruzioni climatiche ottenute con altri reperti terrestri, come gli studi sul polline fossile (palinologia), le varve nei sedimenti lacustri o i depositi marini, le carote di ghiaccio, e permettono di estendere i limiti della datazione radiometrica ottenibile con il metodo del carbonio-14.
Il pioniere nell'utilizzo degli strati di tefra come orizzonti marcatori per stabilire la cronologia degli eventi è stato il geologo islandese Sigurdur Thorarinsson, che ha cominciato a studiare gli strati esistenti nel suo paese natale, l'Islanda.
A partire dagli anni 1990, le innovazioni sviluppate dall'inglese Chris Turney per estrarre gli orizzonti a tefra invisibili all'occhio umano ("criptotefra"), hanno aperto nuove possibilità applicative alla tefrocronologia. Questa tecnica si basa sulla differenza tra la gravità specifica dei frammenti di microtefra e quella della matrice dei sedimenti che li ospita. Questo ha portato alla scoperta delle ceneri di Vedde in Gran Bretagna, Svezia, Paesi Bassi, nel lago svizzero di Soppensee e nell'istmo careliano della Russia baltica. Ha anche rivelato strati non precedentemente identificati, come quelli di Borrobol nella Scozia settentrionale, datati 14.400 anni BP, gli orizzonti a microtefra di geochimica equivalente nella Svezia meridionale, datati a 13.900 anni BP nelle varve di Cariaco, e nella Scozia nordoccidentale, datati 13.600 anni BP.